# ディーツ出版社
ディーツ社、ディーツ出版社（ドイツ語: Dietz Verlag）は、ドイツ社会民主党の印刷所に起源をもち、社会主義者らの著作や雑誌を刊行してきたドイツの出版社である。現在の名称はベルリン・カール・ディーツ出版社（ドイツ語: Karl Dietz Verlag Berlin）。

## 沿革
1878年の社会主義者鎮圧法により、ハンブルクのドイツ社会民主党の印刷所が非合法化された。翌1879年10月19日、印刷工出身のヨハン・ハインリヒ・ヴィルヘルム・ディーツの名を冠した出版社「J.H.W.ディーツ」が発足し、党印刷部門を引き継いだ。
1881年12月31日、シュトゥットガルトに移転。1883年1月1日、党理論誌『ノイエ・ツァイト』創刊。『哲学の貧困』を皮切りに、同年よりマルクス主義文献を相次いで刊行していった。
1885年、廉価版叢書『国際文庫』刊行開始。カール・マルクス、フリードリヒ・エンゲルス、カール・カウツキー、アウグスト・ベーベル、エドゥアルト・ベルンシュタイン、フランツ・メーリングらの著作を67巻出版し1923年に終結した。
1913年頃、マルクス・エンゲルスの全集を企画し果たせなかったが、戦後著作集（Marx-Engels-Werke、日本語版は大月書店『マルクス・エンゲルス全集』）を刊行した。
ナチス政権発足により、1934年8月24日登記抹消>。戦後、東ベルリンと西ベルリンに再興。名称をめぐる両社の裁判により、1998年、東のディーツ社は現在の名称に改称、西のディーツ社はボン・J.H.W.ディーツ後継出版社となった。